# Te Splendor
Te Splendor è un inno cattolico in latino dedicato a San Michele Arcangelo. Il nome deriva dalle parole iniziali Te splendor et virtus Patris (Tu, splendore e virtù di Dio Padre). L'inno appartiene al Breviario Romano.

## Storia
L'inno si basa sul testo latino di Tibi, Christe, splendor Patris, attribuito  Rabano Mauro, che fu rivisto nel 1632 da papa Urbano VIII.  Numerose chiese e ordini religiosi continuarono a usare la versione originale.
Nel Breviario Romano, l'inno Te Splendor è tradizionalmente cantato ai Vespri e al Mattutino della festa di San Michele Arcangelo (29 settembre), che ricorda anche la consacrazione della Basilica di San Michele Arcangelo e di tutti gli Angeli sul Monte Gargano. L'8 maggio si osserva l'apparizione di San Michele al Gargano.
Nel 1817 papa Pio VII concesse un'indulgenza di 200 giorni una volta al giorno per chi avesse recitato l'inno (compresa l'antifona e la preghiera), con cuore contrito e con devozione, in onore di San Michele Arcangelo, al fine di ottenere il suo patrocinio e la sua protezione contro gli assalti del nemico dell'uomo, Satana. L'inno è inserito nella Raccolta delle preghiere e delle sue traduzioni autorizzate.

## Versioni
Tomás Luis de Victoria compose un arrangiamento del Tibi Christe splendor patris. Palestrina lo arrangiò come un inno a quattro voci; Luca Marenzio lo adattò per essere cantato come un mottetto. Te Splendor et virtus Patris fa parte del brano per organo di Marcel Dupré intitolato Le Tombeau de Titelouze.
Il presbitero cattolico inglese Frederick Charles Husenbeth tradusse l'inno dal latino in inglese, così come il prete anglicano e innologo John Mason Neale nei suoi Mediæval Hymns and Sequences (Inni e sequenze medievali) del 1867. 
La traduzione dell'oratoriano cattolico Edward Caswall è resa come "O Gesù! Vita-sorgente dell'anima".